# Cantó d'Hercegovina Occidental
El cantó d'Hercegovina Occidental és un dels 10 cantons de Bòsnia i Hercegovina. Situat al sud del país, la majoria dels ciutadans que resideixen en aquest cantó són d'origen croat. La capital és Široki Brijeg, al nord d'Hercegovina.

## Geografia
Hercegovina Occidental ocupa aproximadament 1.362 km². Al costat del Cantó d'Hercegovina-Neretva comparteixen la ciutat de Mostar, ocupant el sector oest d'aquesta ciutat. Quant al relleu, el terreny és muntanyenc, caracteritzat pel Karst, en la zona est es destaca la vall del riu Neretva, compartit amb el Cantó d'Hercegovina-Neretva i que fa de límit natural entre ambdós.

## Municipis
El cantó és dividit en els municipis de Široki Brijeg, Posušje, Grude i Ljubuški.

## Població
Segons el cens de 1991 tenia 89.002 habitants, repartits entre:
- Croats 86.164 (96,81%)
- Musulmans: 1.611 (1,81%)
- Serbis 231 (0,26%)
- Iugoslaus- 278 (0,31%)
- Altres - 708 (0,8%)

## Símbols regionals
La bandera i l'escut d'Hercegovina Occidental són els mateixos de la desapareguda República Croata d'Herceg-Bòsnia, efímera entitat que va existir entre 1991 i 1994, al com pertanyia. El Cantó 10 també té els mateixos símbols.

## Galeria d'imatges

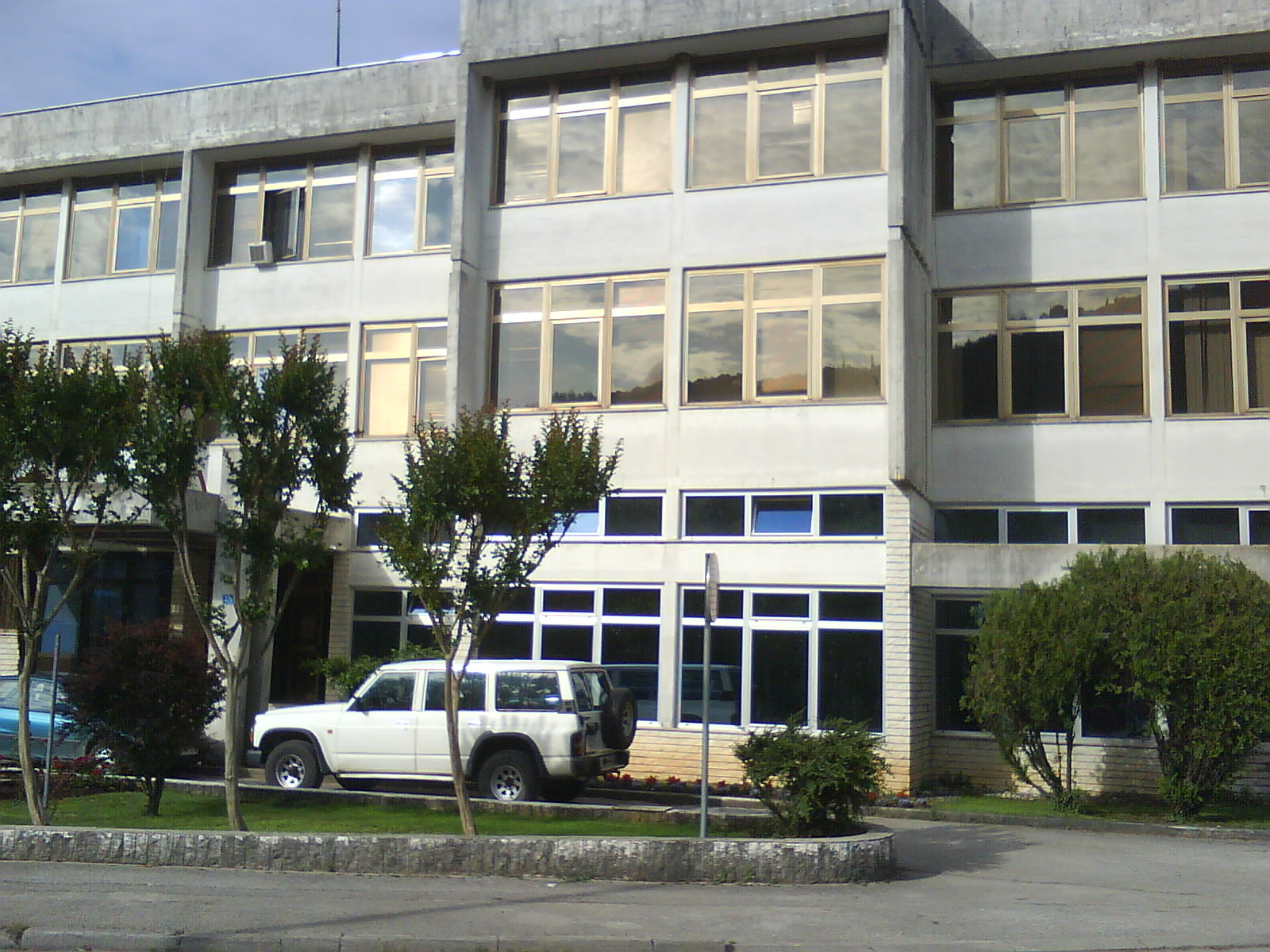
Seu de govern del comtat
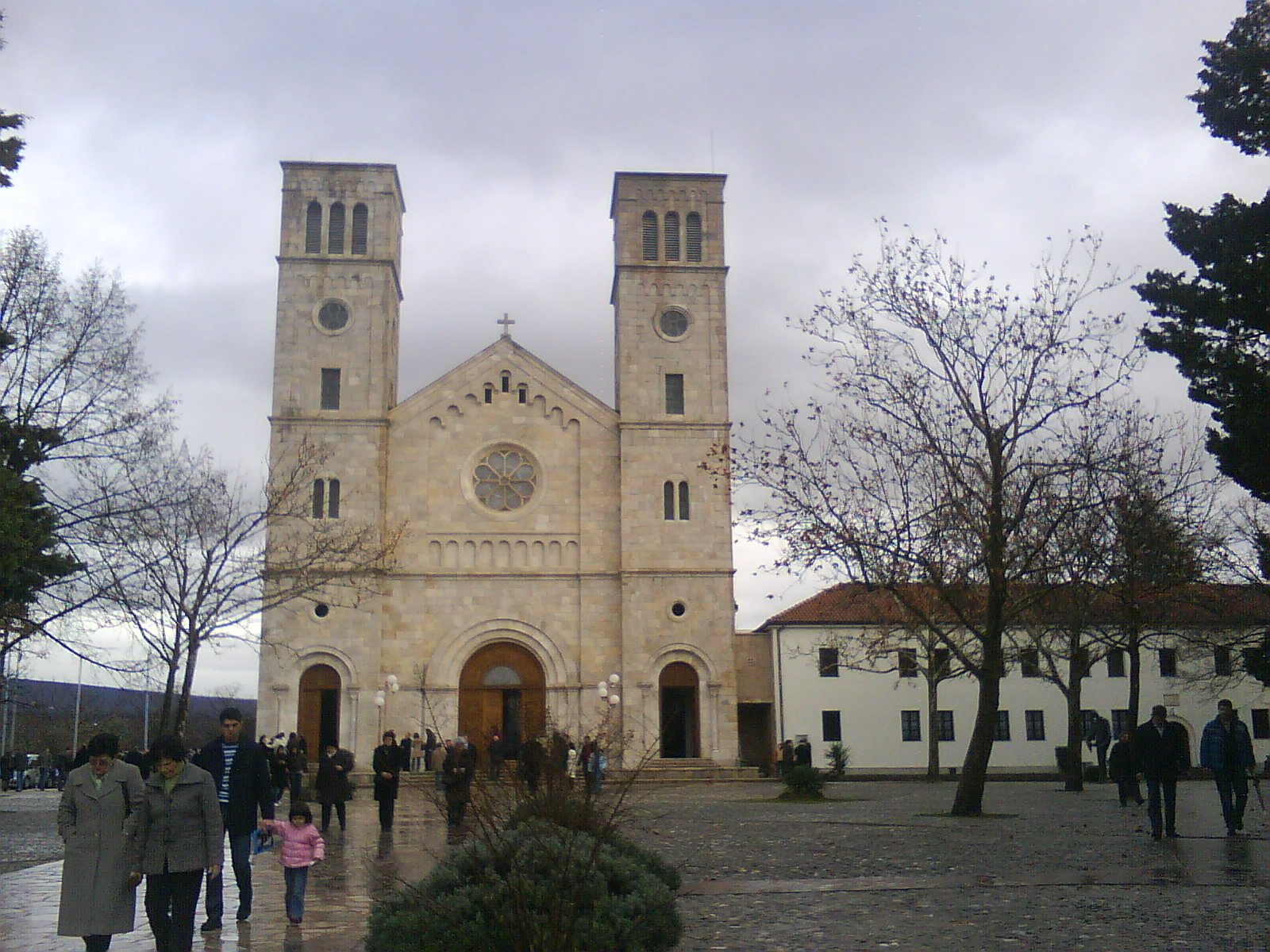
Església de Široki Brijeg